# Legion Czechów i Słowaków

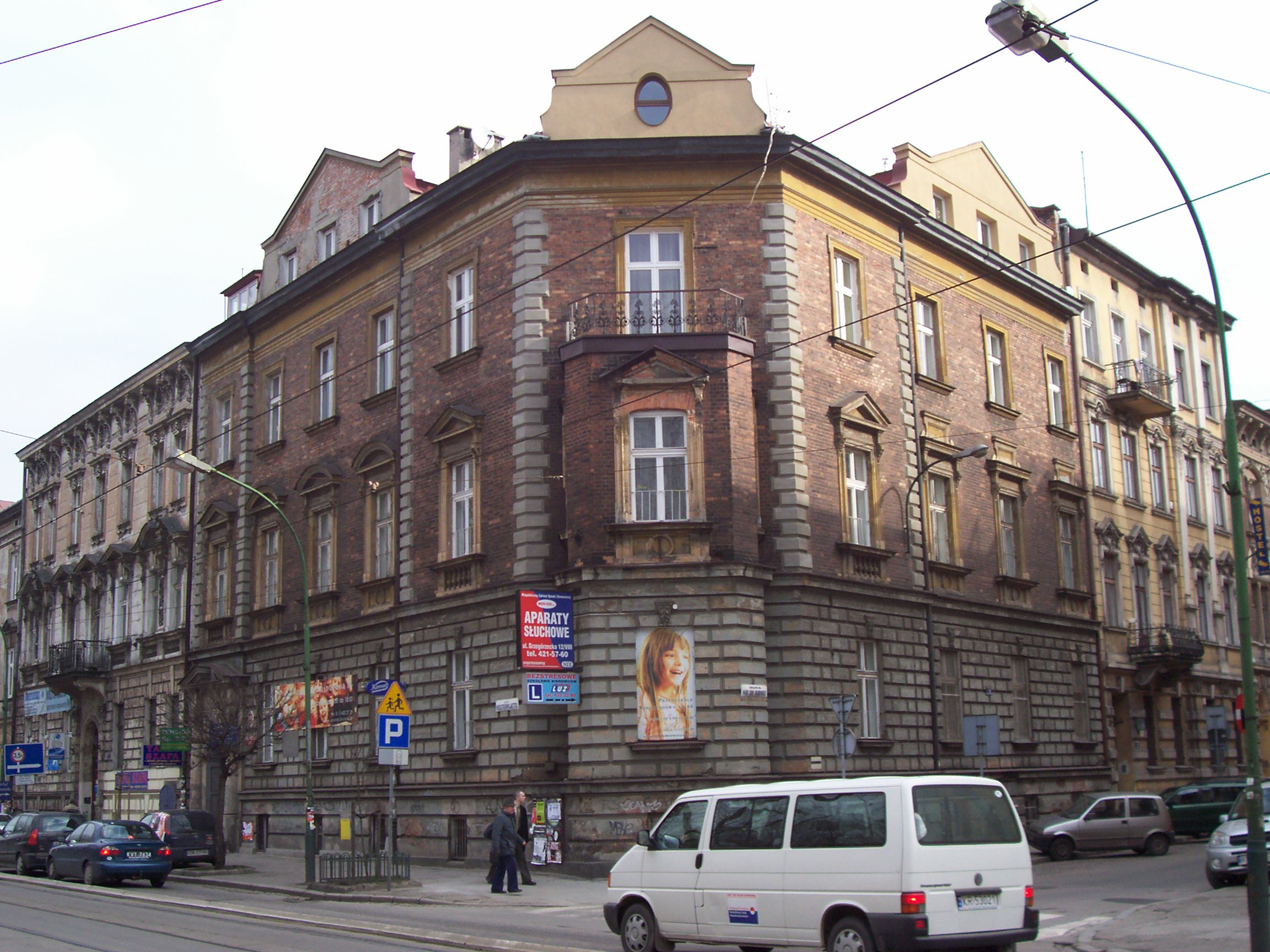
Była siedziba Konsulatu Czechosłowacji w Krakowie przy ówczesnej ulicy Potockiego, obecnie ulicy Westerplatte, w którym mieścił się też Sztab Legionu Czechów i Słowaków

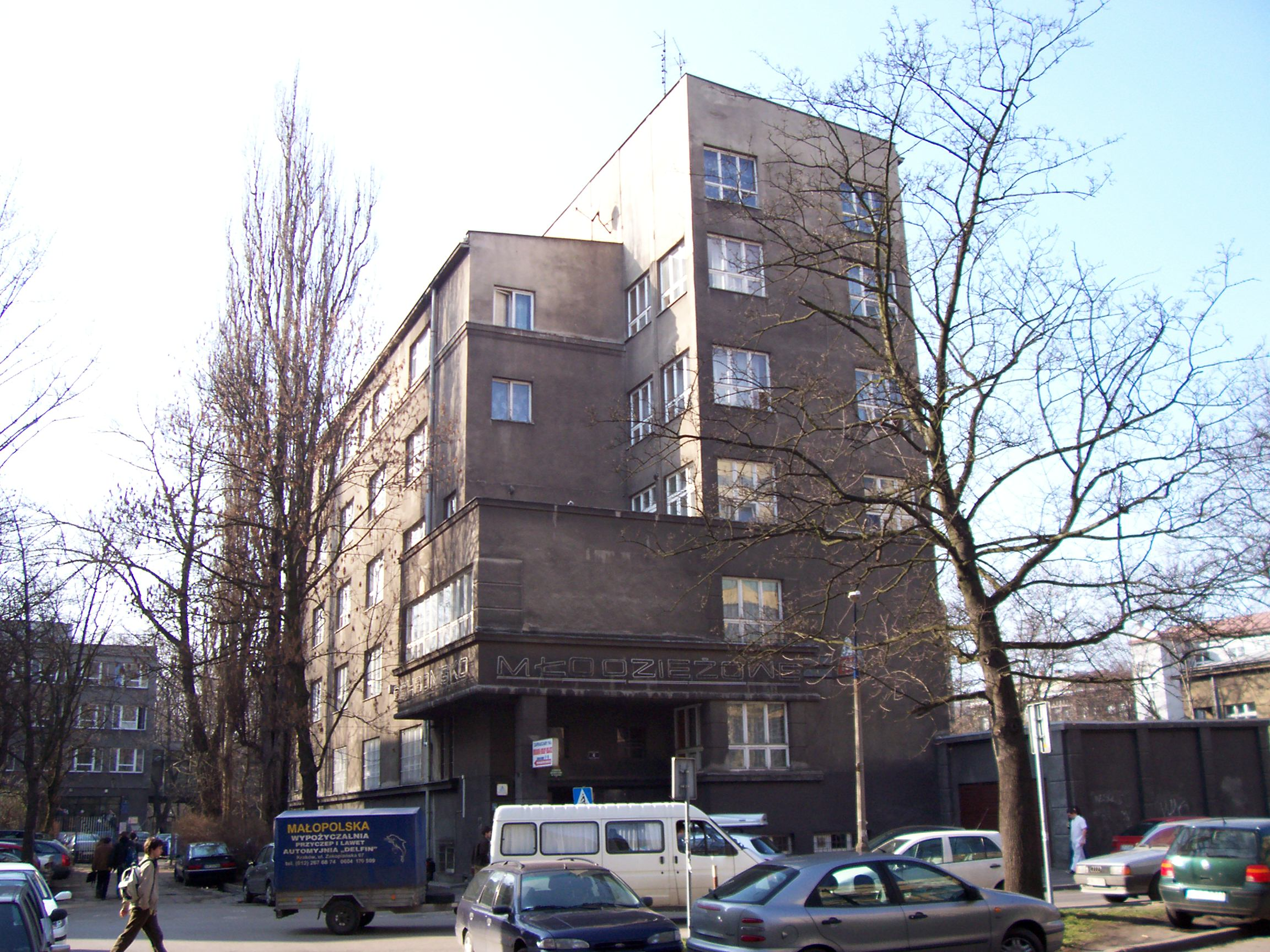
Dom Turysty na Oleandrach, w którym stacjonowali Czesi

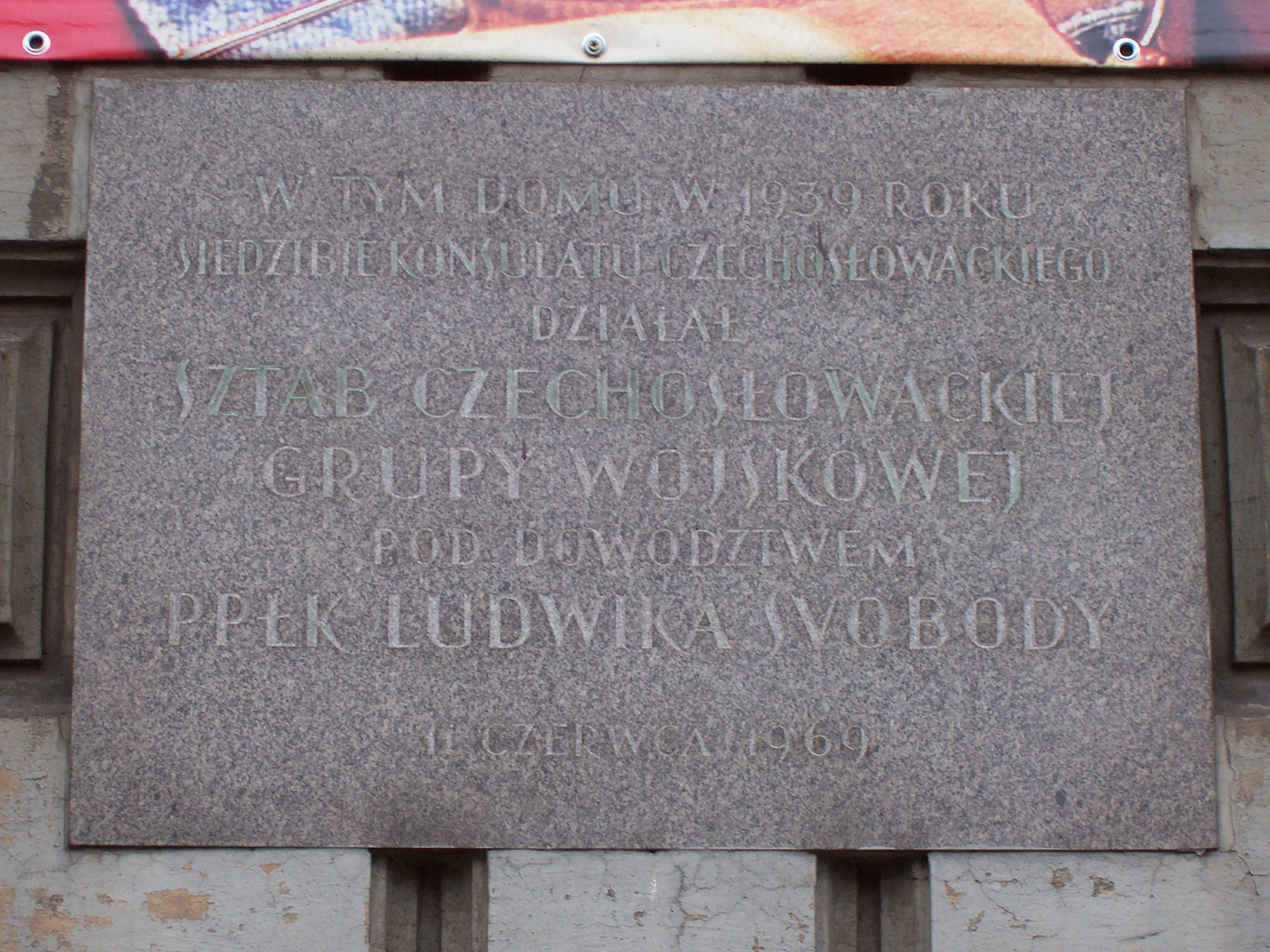
Tablica pamiątkowa na dawnym konsulacie Czechosłowacji w Krakowie

Legion Czechów i Słowaków (cz. Legie Čechů a Slováků) – ochotnicza formacja wojskowa złożona z Czechów i Słowaków, formowana w II Rzeczpospolitej do walki z Niemcami po zajęciu Czech przez Werhmacht.

## Geneza
Po rozbiciu Republiki Czecho-Słowackiej, ogłoszeniu niepodległości Słowacji oraz utworzeniu Protektoratu Czech i Moraw w marcu 1939, do Polski zaczęli przybywać w dużej liczbie czescy i słowaccy uciekinierzy. Polskie władze – w porozumieniu z konsulatem Czechosłowacji w Krakowie – umieściły ich w dwóch ośrodkach przejściowych: Bronowicach Małych pod Krakowem (około 200 osób) i Leśnej koło Baranowicz (około 700 osób). Lotników skierowano na przeszkolenie specjalistyczne do Centrum Wyszkolenia Lotniczego Nr 1 w Dęblinie. 23 maja przyjechał do Polski generał armii Lev Prchala, a 20 czerwca – podpułkownik Ludvík Svoboda. Z racji swoich rang wojskowych stanęli oni wkrótce na czele tworzącej się formacji. Wielu spośród żołnierzy czeskich i słowackich, w tym większość lotników, udało się ostatecznie do Francji, gdzie znalazło się ich ogółem około 4 tysięcy. Wobec narastającego zagrożenia niemieckiego wśród polskich wojskowych pojawił się pomysł utworzenia odrębnej czesko-słowackiej formacji zbrojnej na okres przyszłej wojny. Sformowano także Czechosłowacką Eskadrę Rozpoznawczą.

## Dzieje Legionu
Po agresji Niemiec na Polskę 1 września 1939, odżyła koncepcja utworzenia jednostki wojskowej spośród przebywających w kraju Czechów i Słowaków. W rezultacie 3 września w Warszawie gen. Prchala zawarł umowę z prezydentem RP Ignacym Mościckim o sformowaniu „legionów czeskiego i słowackiego”, działających wspólnie – prezydent podpisał odpowiedni dekret. Tego dnia wydano też „Odezwę Naczelnego Wodza do żołnierzy czeskich i słowackich”, podpisaną przez marszałka Edwarda Śmigłego-Rydza, która wzywała do wspólnej walki z nazistowskim wrogiem:

Żołnierzu czeski i słowacki! Odwieczny wróg ludów słowiańskich rozpoczął barbarzyński atak na nasze najświętsze prawa do wolności i niepodległości. Pogwałcone i zdeptane zostały wszystkie umowy i zobowiązania pokojowe. Wróg podstępnie, wbrew woli ludów, okupował Czechy i Słowację oraz brutalnie napadł na naród polski, który z bronią w ręku do ostatniego tchnienia walczyć będzie „za wolność naszą i waszą”. Niech świetna tradycja Grunwaldu, gdy w krwawym boju z teutonami występowały zgodnie narody słowiańskie i gdzie polała się ofiarna krew waszych walecznych praojców, ożywi dziś nadzieją wasze serca i uzbroi wasze ramiona. Dekret Prezydenta Rzeczypospolitej o utworzeniu legionów czeskiego i słowackiego winien stać się dokumentem historycznym, który zapoczątkuje nasz wspólny żołnierski wysiłek w walce o niepodległość. Niech będzie on również trwałą podstawą przyszłej twórczej współpracy pokojowej naszych bratnich narodów. Żołnierzu czeski i słowacki! Nie wolno ci ani chwili wahać się czy masz zostać germańskim niewolnikiem, czy też masz, chociażby za cenę swego życia, walczyć o zrzucenie nienawistnego jarzma, którego ohydę odczuwają w tej chwili wasze narody. Gdziekolwiek jesteś, Czechu i Słowaku, wzywam cię w imieniu mego narodu byś podjął walkę z ciemięzcą. Na ziemiach polskich tworzone są obecnie legiony czeskie i słowackie, których naczelne dowództwo obejmuje doświadczony bojowy żołnierz generał broni Lew Prchala. Ze względów wojskowych tworzyć one będą na razie jednolitą formację wojskową, która ramię w ramię z wojskiem polskim walczyć będzie za waszą i naszą wolność aż do zwycięstwa.

Dowódcą Legionu został gen. Prchala, a jego zastępcą ppłk Svoboda. Na miejsce formowania Legionu wytypowano ośrodek w Leśnej, którego komendantem był płk Karol Zborowski, a oficerem łącznikowym mjr Henryk Smotrecki. Wobec szybkiego postępu wojsk niemieckich w głąb Polski – rozkazem ppłk. Svobody – legioniści z Leśnej uzbrojeni w broń ręczną i maszynową 11 września zostali ewakuowani transportem kolejowym przez Sarny i Równe do Tarnopola, gdzie dojechali 14 września. Tam wydzielili trzy ckm-y do obrony przeciwlotniczej miasta. 15 września kontynuowano transport koleją, podczas którego – w pobliżu wsi Hłuboczek Wielki – od ognia karabinów maszynowych atakujących samolotów słowackich (zobacz atak słowacki na Polskę) zginął aspirant Vítězslav Grünbaum. 17 września pociąg przyjechał do Horodyszcza, a dzień później do Podhajec. Po najeździe Armii Czerwonej na wschodnie ziemie Rzeczypospolitej tego samego dnia, w Legionie doszło do podziału. Część żołnierzy z gen. Prchalą na czele przedostała się przez Trembowlę-Kopyczyńce-Husiatyn do Rumunii, a stamtąd na Bliski Wschód, zaś reszta dowodzona przez ppłk Svobodę poddała się Sowietom i została internowana.
Natomiast około 200 Czechów i Słowaków, którzy przebywali w obozie w Bronowicach Małych, 4 września pod dowództwem kpt. Divoky wyruszyła pociągiem do Leśnej. W dniach 6–9 września przymusowo zatrzymali się w Świdniku, gdyż musieli odgruzować zbombardowane przez Niemców miasto. Ostatecznie 12 września dotarli do Leśnej, ale nikogo już tam nie zastali. W tej sytuacji wyruszyli w kierunku południowo-wschodnim, osiągając 18 września Delatyn. Stamtąd piechotą poprzez Berezów-Kosowo doszli do Kut i 19 września przekroczyli granicę z Rumunią. Zostali internowani przez władze rumuńskie w miejscowości Jarmolinka.

## Powrześniowe losy
Część internowanych w Związku Radzieckim Czechów i Słowaków weszło później w skład 1 Czechosłowackiego Samodzielnego Batalionu Polowego formowanego w styczniu 1942 w Buzułuku, na czele którego stanął płk Svoboda. Z kolei ci, którzy trafili do Rumunii, przedostali się później na Zachód i trafili do kilku czechosłowackich formacji zbrojnych walczących u boku aliantów.

## Żołnierze Legionu
- generał armii Lev Prchala – dowódca
- podpułkownik Ludvík Svoboda – zastępca dowódcy
- podpułkownik Adolf Dostal – oficer łącznikowy
- Zdeněk Škarvada – pilot
- Josef František – pilot

## Upamiętnienie Legionu
11 grudnia 2017 w dzielnicy Krakowa Bronowicach odsłonięto obelisk ku czci Legionu Czechów i Słowaków, na którym znalazły się dwie tablice pamiątkowe. Pierwsza z nich, metalowa płaskorzeźba, obrazuje nieistniejące już zabudowania obozu wojskowego a druga umieszczona poniżej tablica, zawiera następujące słowa: 

W tym rejonie Bronowic Małych, w koszarach, mieszczących się w kwartale obecnych ulic: Radzikowskiego, Katowickiej, Palmowej stacjonowali w roku 1939 wojskowi i uchodźcy z Czechosłowacji, którzy weszli w skład Legionu Czechów i Słowaków utworzonego we wrześniu 1939 roku do walki z Niemcami u boku Wojska Polskiego.